# Ammerstol
Ammerstol est un village dans la commune néerlandaise de Krimpenerwaard, dans la province de la Hollande-Méridionale. Le 1er janvier 2004, le village comptait 1 590 habitants.
Ammerstol est situé dans le Krimpenerwaard.
Jusqu'en 1985, Ammerstol était une commune indépendante. Le 1er janvier de cette année, le village a été rattaché à la commune de Bergambacht.